# Джорджо Морбіато
Джорджо Морбіато (італ. Giorgio Morbiato, 30 липня 1948) — італійський велогонщик.
Бронзовий призер Олімпійських Ігор 1968 року в командній гонці переслідування, учасник 1972 року.
Чемпіон світу з трекових велоперегонів 1968 (командна гонка переслідування), 1971 (командна гонка переслідування) років, срібний призер 1969 року в командній гонці переслідування.